# Phomopsis vismiae
Phomopsis vismiae är en svampart som beskrevs av Petr. 1950. Phomopsis vismiae ingår i släktet Phomopsis och familjen Diaporthaceae.   Inga underarter finns listade i Catalogue of Life.